# Rondeletia filisepala
Rondeletia filisepala är en måreväxtart som beskrevs av Attila L. Borhidi. Rondeletia filisepala ingår i släktet Rondeletia och familjen måreväxter. Inga underarter finns listade i Catalogue of Life.